# Lago Zengena
El lago de Zengena es un lago de cráter localizado en las coordenadas 10°54′50″N 36°58′00″E de la zona Awi de la región Amhara de Etiopía. El lago se ubica entre las ciudades de Injibara y Kessa, a tan sólo 200 m de la carretera que une Adís Abeba con Bahir Dar, estando a una altitud de 2500 m s. n. m. El diámetro del lago es de alrededor de un kilómetro.
- Datos: Q119658